# Antiroman
Antiroman ist eine Bezeichnung für experimentelle Formen des Romans, die mit „traditionellen Erzählformen, Realitätsillusionen und Lesererwartungen [...] brechen“. Dazu zählt beispielsweise der Verzicht auf eine zusammenhängende Handlung oder die Darstellung des seelischen Zustands der Charaktere. Der Begriff wird auf Jean Paul Sartre zurückgeführt und meist im Kontext des Nouveau roman verwendet.

## Beispiele
Zu den Vertretern des Antiromans werden meist Nathalie Sarraute, André Gide, Alain Robbe-Grillet und Michel Butor gezählt. Als Vorläufer des Antiromans können Texte wie Tristram Shandy (1759–67) von Laurence Sterne und Die Wellen (1931) von Virginia Woolf angesehen werden. Im deutschsprachigen Raum sind Carl Einstein und Walter Jens für ihre Antiromane bekannt.